# Marcela Contreras Arriagada
Marcela Contreras Arriagada (Curicó, Xile, 4 de gener de 1942 -) és una metgessa xileno-britànica, experta en immunologia i hematologia.

## Biografia

### Primers anys
Nascuda a la localitat de Curicó, va viure gran part de la seva infantesa a Coelemu i després a Santiago de Xile, on va estudiar al col·legi Santiago College. Ingressa a l'Escola de Medicina de la Universitat de Xile a Santiago l'any 1961, graduant-se al maig de 1968 com a metge-cirurgià.

### Començaments de la seva carrera de medicina
L'any 1972 va rebre una beca del British Council per aespecialitzar-se en immunologia al Regne Unit, on ha desenvolupat tota la seva carrera professionals. Es va retirar al febrer de 2007 com a directora Nacional de Diagnòstic, Desenvolupament i Recerca del National Blood Service (NBS) de la Gran Bretanya, després de treballar durant més de vint anys en aquesta organització. Entre les seves funcions s'hi incloïen l'immunohematologia del glòbul vermell, immunoteràpia i cèl·lules mares, i histocompatibilitat i immunogenética.

### Docència i Recerca
Actualment és professora de medicina transfusional en la Facultat de Medicina del Royal Free Hospital de Londres i presidenta de la Societat Internacional de Transfusió de Sang.
Marcela Contreras és autora de més de 370 publicacions científiques, i coautora del llibre de text Blood Transfusion in Clinical Medicine.
Se la va concedir l'Orde de l'Imperi Britànic el 2007 amb el rang de dama comandant (DBE) per les seves rellevants aportacions a la medicina.

## Organitzacions
El mes de gener de 2008 va ser designada Presidenta de la Comissió Nacional de la Sang i de Teixits del Ministeri de Salut de Xile. A més és integrant principal de la Xarxa per al Progrés en les Alternatives a les Transfusions. Contreras és integrant també del Consell de Netcord, la xarxa internacional per a la gestió de bancs de sang.
El 1992, es va afiliar al Reial Col·legi de Metges d'Edimburg. També es va afiliar l'any 1997 al Reial Col·legi de Patòlegs, i finalment l'any 1998 al Reial Col·legi de Metges de Londres.